# Barisan Nasional
Barisan Nasional (BN) ou Frente Nacional é um partido político da Malásia, fundado em 1973 na coalizão de partidos de centro e de direita. Atualmente forma a maior coalizão no Parlamento da Malásia, além de ter 7 milhões de filiados.